# Philippe III de Croÿ
Philipe de Croÿ (Valenciennes, 10 luglio 1526 – Venezia, 11 dicembre 1595) fu il terzo duca di Aarschot, principe di Chimay e conte di Porcean.
Fu il governatore generale delle Fiandre, e ereditò i possedimenti della famiglia Croÿ. Diventando un militare, fu creato cavaliere dell'Ordine del Toson d'oro da Filippo II, re di Spagna, e fu successivamente impiegato in affari diplomatici

## Biografia
Era il secondo figlio maschio di Philippe II de Croÿ (1496–1549) e di Anne de Croÿ (1501–1539).
Dopo la morte del fratello maggiore Charles II de Croÿ, nel 1551, diventò il terzo duca di Aarschot, il quarto principe di Chimay e il quarto conte di Beaumont.
Prese parte ai disordini dei Paesi Bassi, e nel 1563 rifiutò di unirsi a Guglielmo I d'Orange e ad altri nel loro sforzo di rimuovere il cardinale Granvelle dal suo ufficio. Questa attitudine, insieme alla devozione di Aarschot alla Chiesa cattolica, che egli espresse mostrando la sua soddisfazione per il massacro di san Bartolomeo, portò Filippo di Spagna a considerarlo con un favore ancora maggiore, che, tuttavia, fu revocato a seguito del comportamento ambiguo di Aarschot quando accolse nel 1576 il nuovo governatore, don Giovanni d'Austria nei Paesi Bassi.
Nonostante che gli abitanti dei Paesi Bassi diffidassero in generale di lui, fu nominato governatore della cittadella di Anversa quando le truppe spagnole si ritirarono nel 1577. Dopo un periodo di indecisione abbandonò don Giovanni verso la fine dello stesso anno.
Geloso del principe d'Orange, fu l'allora il capo del partito che indusse l'arciduca Mattia (successivamente imperatore) ad appoggiare la sovranità dei Paesi Bassi, e subito dopo fu nominato statolder delle Fiandre dal consiglio di Stato. Un partito forte, che comprendeva i borghesi di Gand e diffidava del nuovo governatore. Philippe, che fu preso prigioniero durante una rivolta a Gand, fu rilasciato soltanto con la promessa di dimettersi dal suo incarico.
Cercò poi di riconquistare il favore di Filippo di Spagna, ed essendo stato graziato dal re nel 1580 condivise nuovamente il governo dei Paesi Bassi; ma rifiutò di servire sotto il conte di Fuentes quando diventò governatore generale nel 1594, e si ritirò a Venezia, dove morì nel dicembre del 1595.

## Famiglia
Philip III si sposò il 24 gennaio 1558 con Johanna Henriette van Halewyn, figlia di Jean III de Halewyn, visconte di Nieuwpoort, e di Jossyne de Lannoy. Ebbero 3 figli:
- Charles III de Croÿ (1560–1612), duca di Aarschot, sposò 1) Marie de Brimeu e 2) Dorothée de Croy-Havré. senza figli.
- Anne de Croÿ (1563–1635), sposò Carlo de Ligne, secondo principe di Arenberg.
- Marguerite de Croÿ (1568–1614), sposò 1) Pierre de Henin Bossu and 2) Wratislaw von Fürstenberg-Möhringen.

Dopo la morte della sua prima moglie, il 1º maggio 1582 sposò Jeanne de Blois-Trélon († 1605), figlia di Louis II de Blois, Seigneur de Trélon, e Charlotte d'Humières.